# Сорокин, Александр Андреевич
Алекса́ндр Андре́евич Соро́кин (1763 — 27 апреля 1827) — контр-адмирал Российской империи, член Адмиралтейств-коллегии, первоприсутствующий в комиссии по составлению сметных исчислений для постройки военных судов.
Военное образование получил в Морском корпусе, куда поступил в 1776 году. 11 марта 1783 года получил звание мичмана.
Начиная с 1784 года нёс службу на Черноморском флоте.
В 1788 году в звании лейтенанта и, командуя дубель-шлюпкой № 2, принимал участие в морском сражении в Очаковском лимане в ходе штурма Очакова, за отличия в этом бою получил звание капитана-лейтенанта.
В 1790—1791 годах нёс службу на линейном корабле «Мария Магдалина», в ходе которой принимал участие в сражениях с турецким флотом у мыса Тендра, в Керченском проливе и при Калиакрии. За действия в ходе боя у мыса Тендра был награждён орденом Святого Владимира 4-й степени.
В 1794—1795 годах капитан 44-пушечного фрегата «Фёдор Стратилат».
Получил под своё командование фрегат «Святой Михаил», с которым принимал участие в Средиземноморском походе Черноморского флота: блокада и взятие Корфу, взятие Неаполя, блокада Александрии, за которые получил ордена Святой Анны 2-й степени и Святого Иоанна Иерусалимского, а также звание капитана 1-го ранга (указ от 28 ноября 1799 года). Также был награждён неаполитанским орденом Святого Фердинанда.
В 1802 году, командуя тем же фрегатом и отрядом вспомогательных судов, проводил операцию по приведению жителей Ионической республики «в законное повиновение», за что получил от сената республики золотую шпагу с надписью: «от 7-ми островов», а также звание капитан-командора и орден Святого Георгия 4-й степени.
В 1805 году за отличия по службе получил звание контр-адмирала. В 1806 году принимал участие в эвакуации неаполитанского короля, которого доставил из Неаполя в Сицилию, за что был награждён алмазным перстнем и орденом Святого Фердинанда и Заслуг.
С 1806 года был переведён на Балтийский флот, где командовал эскадрой, с 1807 года назначен членом Адмиралтейств-коллегии.
29 октября 1808 года вышел в отставку.
10 мая 1817 года вновь поступил на службу и был назначен снова членом Адмиралтейств-коллегии, а 2 марта 1824 года — первоприсутствующим в комиссии по составлению сметных исчислений для постройки военных судов, с оставлением членом Адмиралтейств-коллегии. На этих двух должностях Сорокин и служил до самой смерти.